# Bleekgele bundelzwam
De bleekgele bundelzwam (Pholiota gummosa) is een schimmel uit de familie Strophariaceae. Hij leeft saprotroof op hout, vaak in groepjes bij elkaar (individueel kan ook). De lamellen zijn dun en enigszins uitgebocht aan de steel gehecht.

## Kenmerken

### Uiterlijke kenmerken
Hoed
De hoed is halfbolvormig tot gespreid en heeft een diameter van 3-7 cm. De kleur is wittig-crème tot gelig-grijzig of groenig tot vuil bruingeel. Bij jonge zwammen zijn er bovenop de hoed vaak schubjes aanwezig; bij oude exemplaren zijn deze er door de regen afgespoeld. Bij regenachtig weer is het oppervlak plakkerig.
Steel
De steel is 4 tot 6 cm lang en 3 tot 7 mm dik en heeft een crème tot geelbruine kleur. De steelbasis is meestal roodbruin. De steel is cilindrisch van vorm maar aan de basis wat dunner. Hij is aanvankelijk vlezig, doch later hol van binnen. Onder een ringvormige zone is hij bedekt met vezelachtige schubben.
Lamellen
De lamellen zijn in het begin geelachtig maar kleuren later bruin.
Smaak en geur
Het vlees het heeft een milde smaak en een onduidelijke geur.
Sporenprint
De sporenprint is roestbruin. 

### Microscopische kenmerken
De sporen zijn glad, dunwandig, ellipsvormig, boonvormig (subphaseoliform), hebben kiemporiën en meten 5,5-8 × 3,5-4,5 micron.

## Verspreiding
De soort komt voor in Europa, Azië en Noord-Amerika. Meestal in parken en plantsoenen. Hij groeit vaak op grazige open plekken waar houtresten begraven liggen, maar kan ook op bovengronds halfvergaan hout gedijen. 
In Nederland komt de soort zeer algemeen voor. Hij staat niet op de rode lijst en de soort is niet bedreigd. De vruchtlichamen zijn te vinden van augustus tot en met november.

## Naam
- De geslachtsnaam Pholiota is afgeleid van het Griekse woord Pholis, wat "schub" betekent.
- De soortnaam gummosa is Latijn voor "vol kleefstof" of "zeer kleverig".